# 巽寮度假区
巽寮渡假區，全稱巽寮滨海旅游渡假区 是中华人民共和国广东省惠州市惠东县下辖的一个乡镇级行政单位。在稔平半島西岸。辖区总面积105平方公里。国家4A级旅游景区，海岸线长27公里，1米多深的平坦浅水200多米宽，猶如海水浴场。

## 行政区划
度假区由巽寮鎮改制以來，巽寮鎮當初下辖巽寮、赤砂、榄涌、渔业4个村民委员会，35个村民小组，总人口10,028人，
改制為度假区後，全区划分为9个酒店片区、5个村（居）片区。至2020年1月，度假區中心的渔业村有户籍人口有1430多人。

## 旅遊
至2020年1月，巽寮共22,626间酒店、民宿和酒店式公寓业主房的数量。2017年，景区旅游接待人数达403.5万人次，旅游收入99727.6万元；2019年春节，接待游客28.73万人次，9100万元收入。2019冠狀病毒病中國大陸疫情時奉命排查外省旅客，1月末發現共有外地游客3000多人，其中湖北籍超过1500人。

## 承辦活動
2017年7月20日，由省总工会、省文化厅举办的“中国梦·劳动美”广东工人艺术团送文艺慰问活动在巽寮舉辦。